# كنز أكسوس

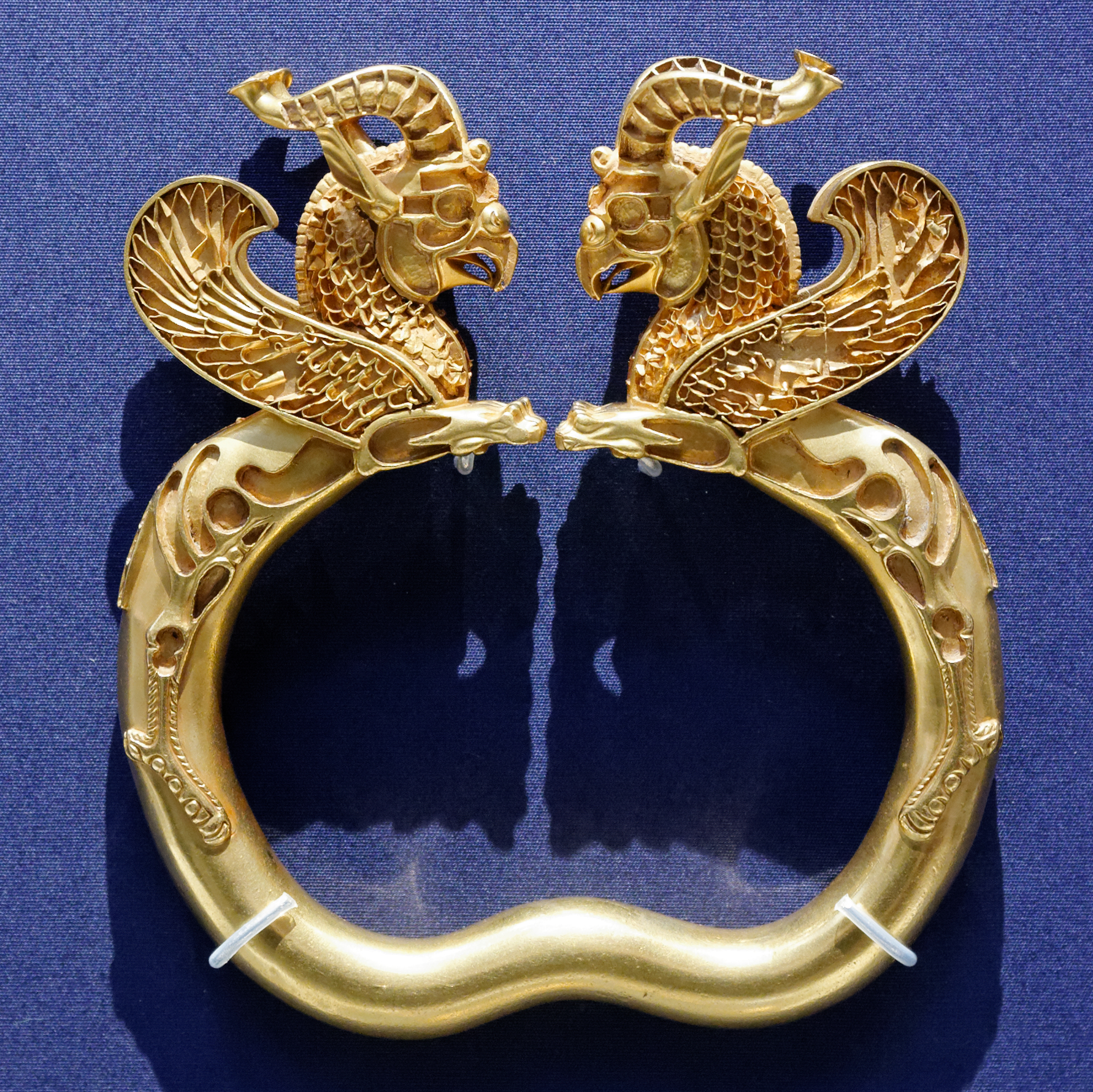
واحدة من زوج من الأساور من كنز أكسوس، الذي فقد تطعيماته من الأحجار الكريمة أو المينا

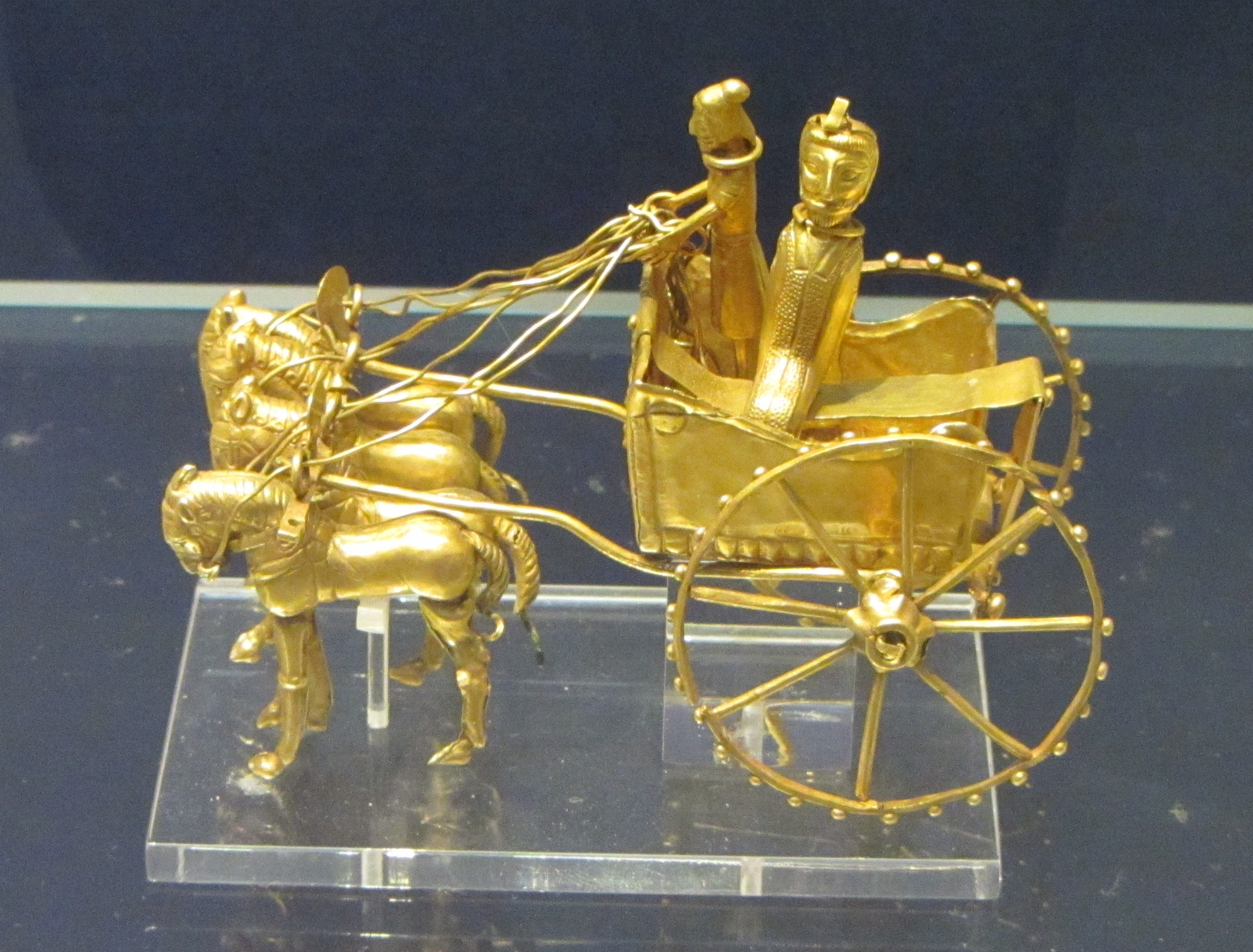
عربة نموذجية ذهبية

كنز أكسوس (بالفارسية : گنجینه آمودريا) عبارة عن مجموعة من حوالي 180 قطعة ناجية من الأعمال المعدنية المصنوعة من الذهب والفضة، معظمها صغيرة نسبيًا، وحوالي 200 عملة معدنية، من العصر الفارسي الأخميني والتي تم العثور عليها بجانب نهر أكسوس (جيحون) حوالي عامي 1877 و1880. لا يزال المكان والتاريخ الدقيقان للاكتشاف غير واضحين، ولكن غالبًا ما يُقترح أنهما كانا بالقرب من قباديان. ومن المرجح أن العديد من القطع الأخرى من الكنز قد صُهرَت للحصول على السبائك؛ وتشير التقارير المبكرة إلى أنه كان هناك في الأصل حوالي 1500 قطعة نقدية، وتذكر أنواعًا من الأعمال المعدنية التي ليست من بين القطع الباقية. يُعتقد أن تاريخ الأعمال المعدنية يعود إلى القرنين السادس والرابع قبل الميلاد، ولكن العملات المعدنية تظهر نطاقًا أكبر، حيث يُعتقد أن بعض تلك العملات تنتمي إلى الكنز وتعود إلى حوالي عام 200 قبل الميلاد. من المرجح أن يكون أصل الكنز هو أنه كان ينتمي إلى معبد، حيث أُودعَت القرابين النذرية على مدى فترة طويلة. إن كيفية ترسبه غير معروفة.
وكمجموعة، فإن الكنز هو أهم ما تبقى من إنتاج هائل من الأعمال الأخمينية المصنوعة من المعادن الثمينة. وهو يعرض نطاقًا واسعًا جدًا من جودة التنفيذ، مع العديد من اللوحات النذرية الذهبية المنفذة بشكل بدائي في الغالب، وربما تم تنفيذ بعضها بواسطة المانحين أنفسهم، في حين أن الأشياء الأخرى ذات جودة فائقة، ومن المفترض أنها كانت متوقعة من البلاط الملكي.
يحتوي المتحف البريطاني الآن على كل الأعمال المعدنية الباقية تقريبًا، بالإضافة إلى زوج من الأساور ذات رأس غريفين مستعار من متحف فيكتوريا وألبرت ، ويعرضها في الغرفة 52. وصلت المجموعة إلى المتحف عبر طرق مختلفة، وكانت تحمل العديد من العناصر التي ورثها الأمة أوغسطس وولاستون فرانكس . تنتشر العملات المعدنية على نطاق أوسع، ويصعب ربطها بشكل ثابت بالكنز. توجد مجموعة يُعتقد أنها تنتمي إليه في متحف الإرميتاج في سانت بطرسبرغ ، وتحتوي مجموعات أخرى على أمثلة.

## الأغراض

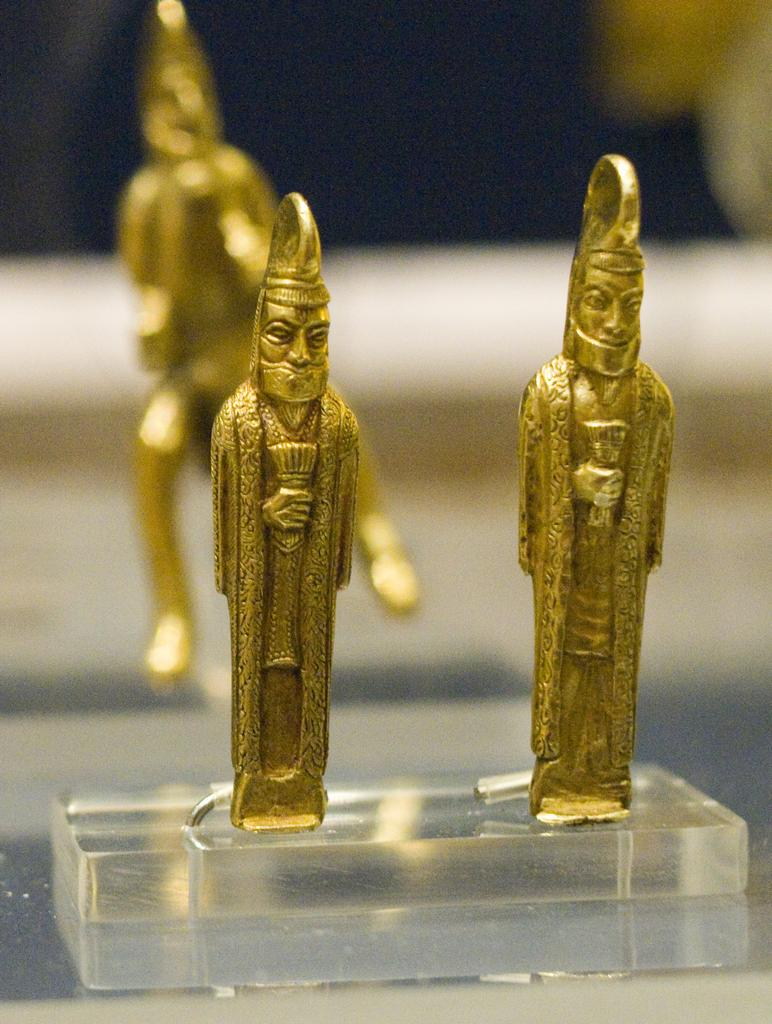
تماثيل ذهبية تحمل بارسوم، مع فارس خلفها

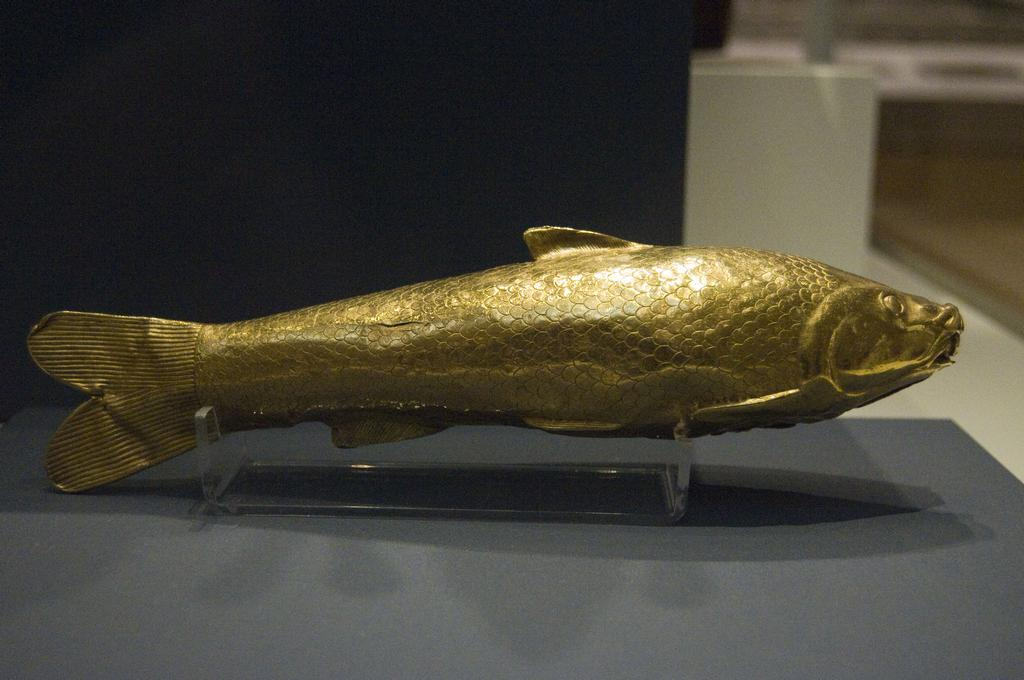
سفينة السمكة الذهبية

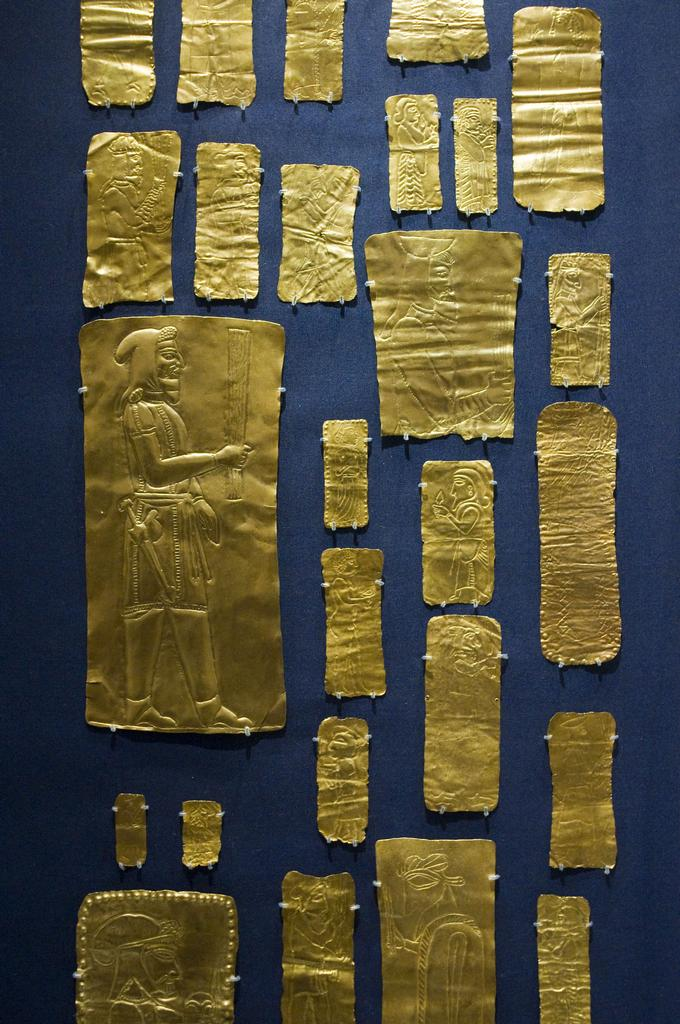
لوحات نذرية

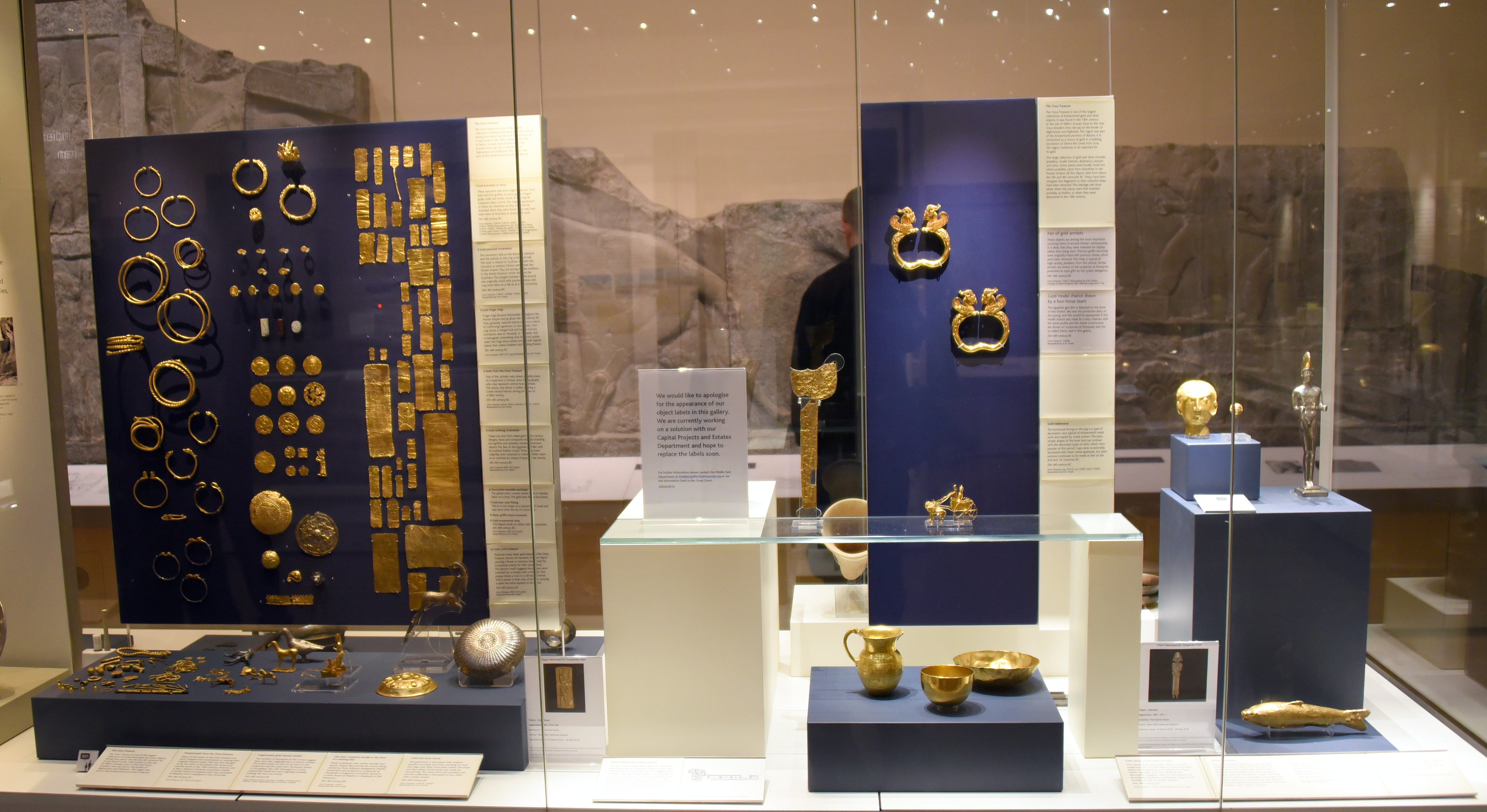
كنز أكسوس في الغرفة 52، المتحف البريطاني

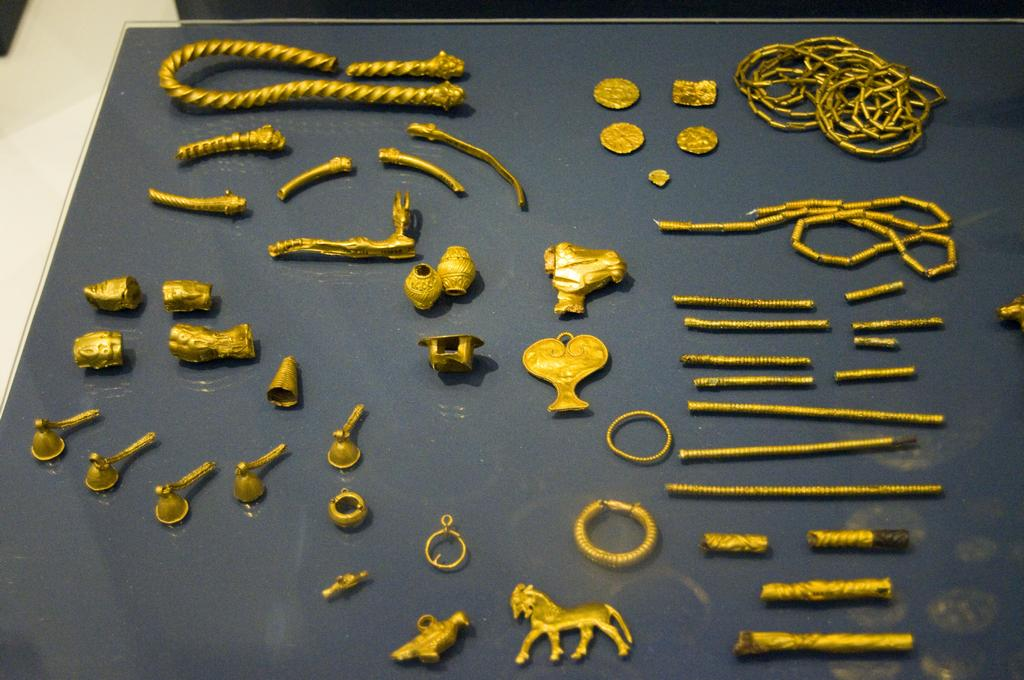
مجموعة متنوعة من الأشياء الصغيرة من كنز أكسوس

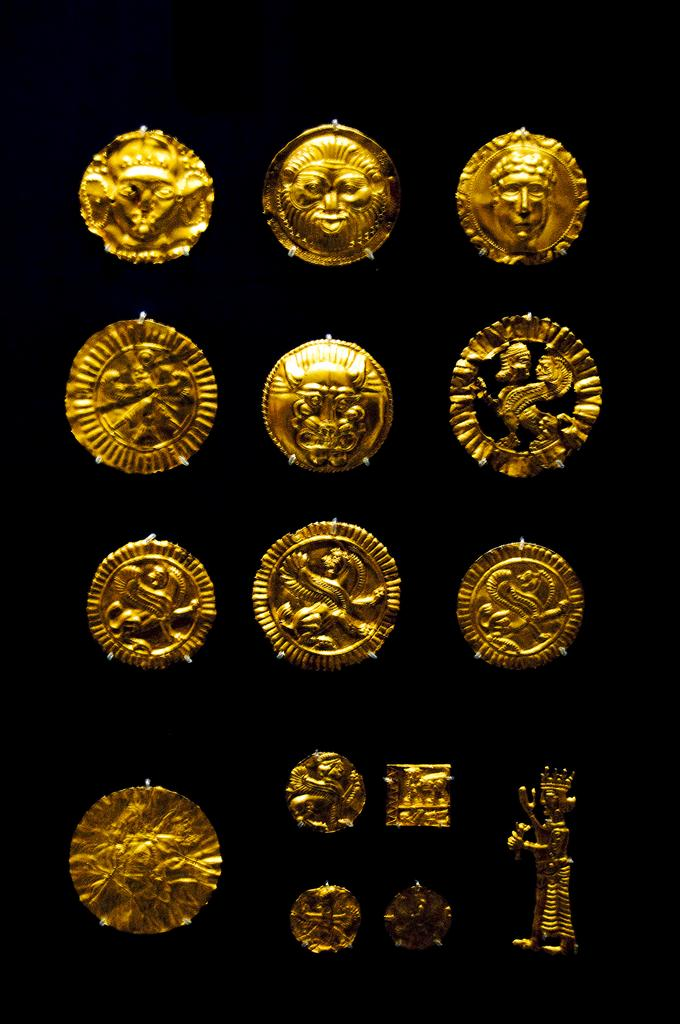
لوحات ذهبية لتركيبها على الملابس

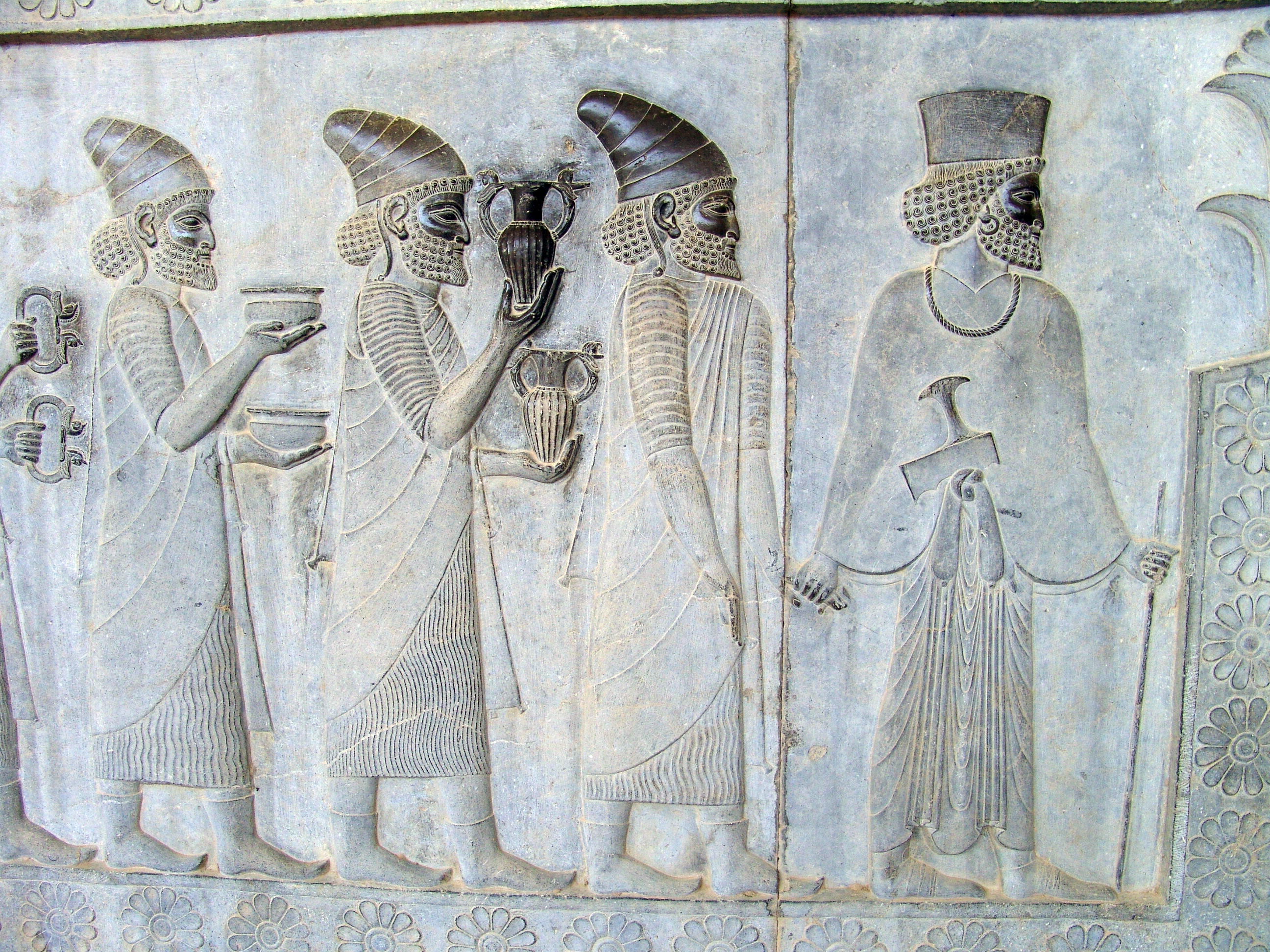
أشياء مماثلة في نقوش "أباداما" في برسبوليس: أساور وأوعية وأمفورات بمقابض غريفين تُقدم ترفيدة

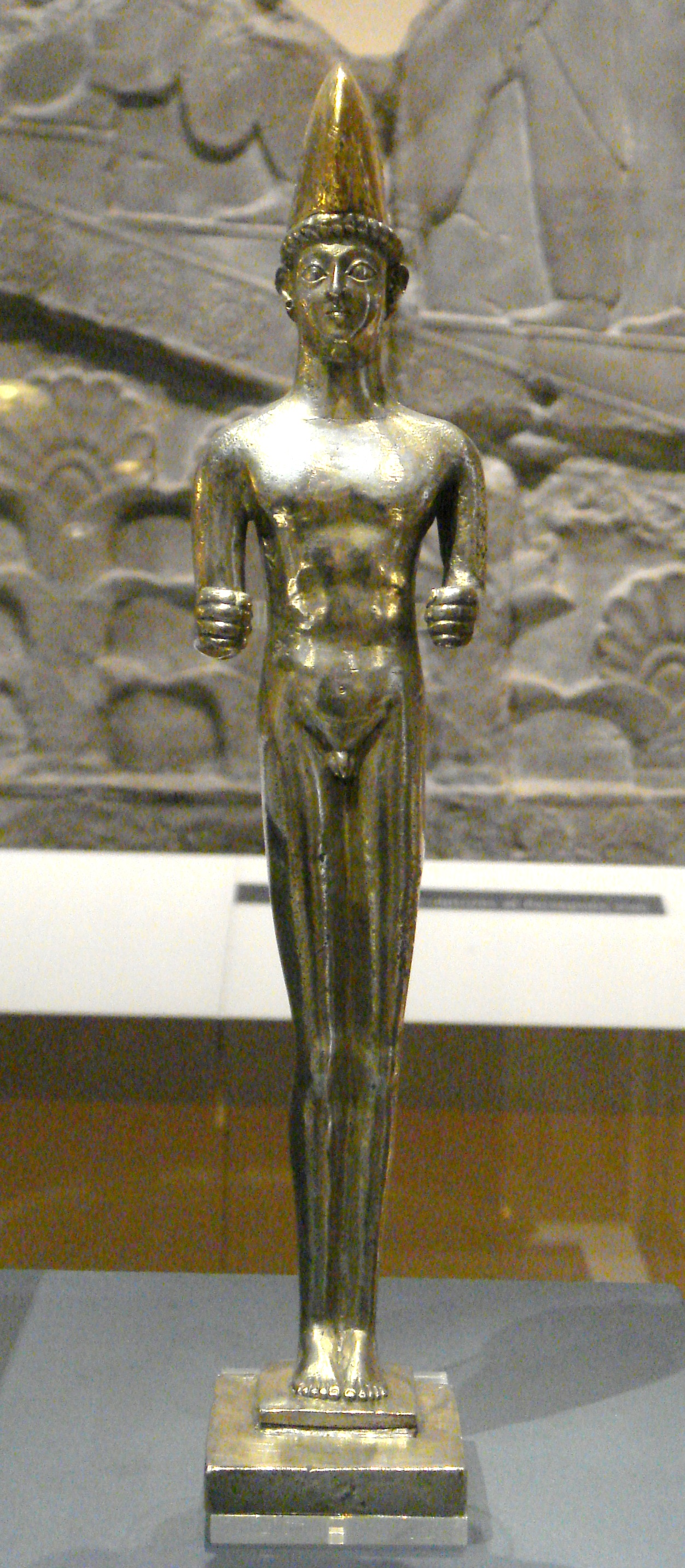
تمثال الشاب العاري
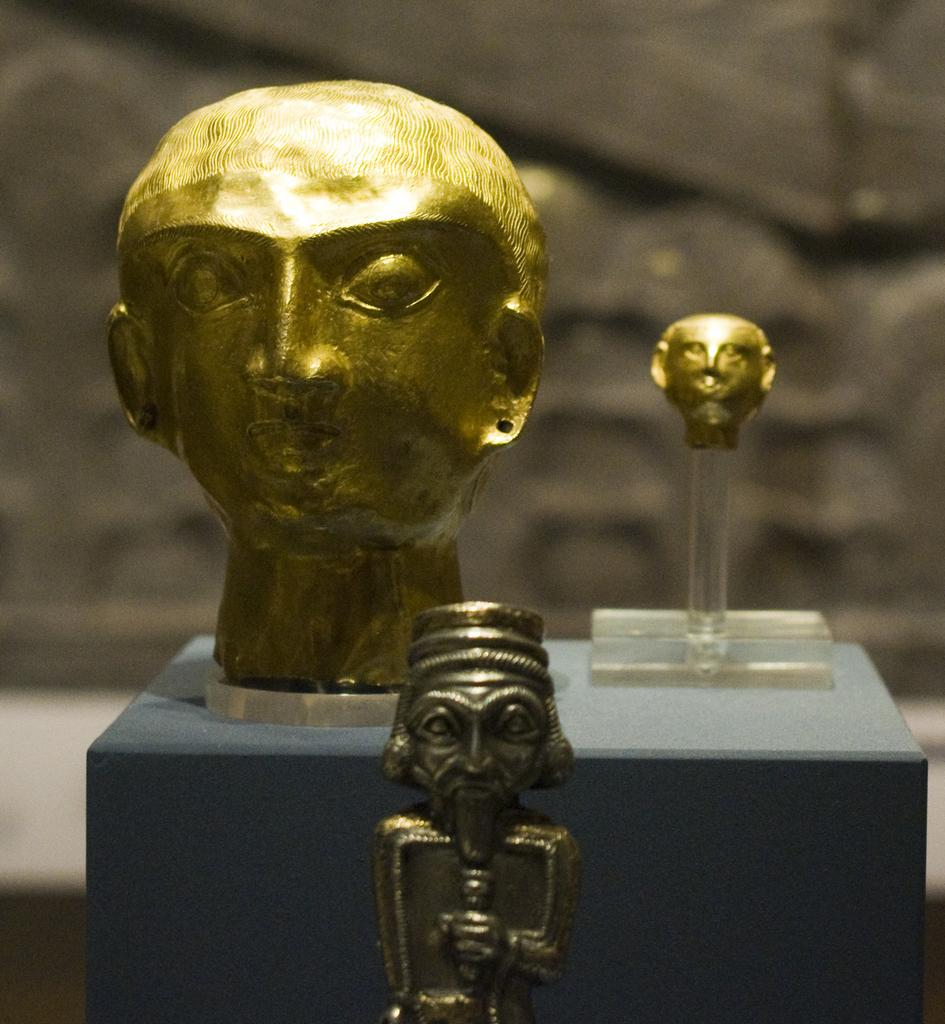
الرأسان المجوفان، مع تمثال صغير ربما لملك في المقدمة
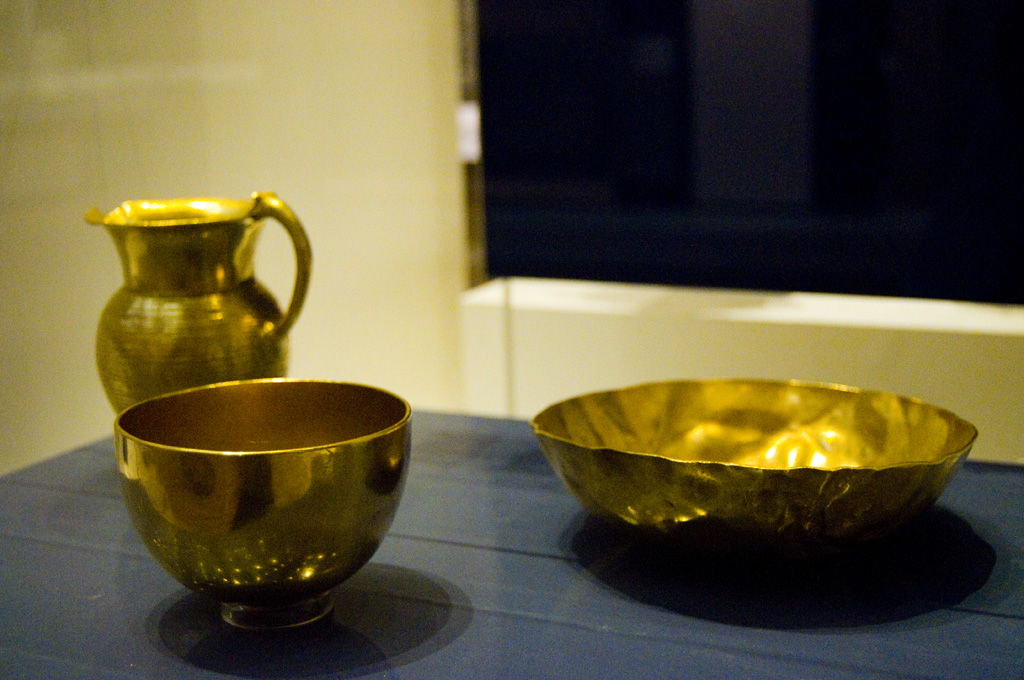
الإبريق والوعائين

## الحكومة الطاجيكية
في عام 2007، ورد أن رئيس طاجيكستان إمام علي رحمن دعا إلى إعادة الكنز، على الرغم من حقيقة أنه قد استُرد بعضه سابقًا وباعه السكان المحليين فاستحوذَت المتاحف عليه في سوق الفن. ومع ذلك، لم يتم تقديم أي مطالبة رسمية من الحكومة الطاجيكية، وفي عام 2013، تم تقديم "نسخ ذهبية عالية الجودة" من قطع كنز أكسوس إلى الحكومة الطاجيكية من المتحف البريطاني، وخُصص للمتحف الوطني الطاجيكي الجديد.